# Мария Леополдина Тиролска
Мария Леополдина Тиролска (на немски: Maria Leopoldine von Österreich-Tirol) от тиролската линия на фамилията Хабсбург е ерцхерцогиня на Австрия и чрез женитба императрица на Свещената Римска империя (от 2 юли 1648 до 7 август 1649), също кралица на Бохемия и Унгария.

## Биография
Родена е на 6 април 1632 година в Инсбрук. Тя е най-малката дъщеря на ерцхерцог Леополд V от Австрия-Тирол (1586 – 1632) и Клавдия де Медичи (1604 – 1648), дъщеря на Фердинандо I де Медичи, велик херцог на Тоскана. Племенница е на император Фердинад II.
Мария Леополдина се омъжва на 2 юли 1648 г. в Линц за първия си братовчед, вдовеца император Фердинанд III (1608 – 1657). Тя е втората му съпруга. На 7 август 1649 г. Мария Леополдина ражда във Виена един син. Тя умира същия ден на 17 години след 13 месечен брак.
Погребана е в Императорската крипта Капуцинеркирхе във Виена.

## Деца
На 7 август 1649 г. Мария Леополдина ражда във Виена един син:
- Карл Йозеф Австрийски (1649 – 1664), епископ на Пасау, Оломоуц и Бреслау, Велик магистър на Тевтонския орден

## Галерия
- Свещен Римският император Фердинанд III
- Императрица Мария Леополдина в напреднала бременост, 1649
- Карл Йозеф Австрийски